# Ravulizumab
Le ravulizumab, vendu sous le nom de marque Ultomiris  est un médicament utilisé pour traiter l'hémoglobinurie paroxystique nocturne  et le syndrome hémolytique et urémique atypique. Le médicament est administré par injection progressive dans une veine,.

## Mode d'action
Il s'agit d'un anticorps monoclonal qui se lie au composant 5 du complément  et bloque son activité.

## Effets secondaires
Les effets secondaires de ce médicament comprennent une infection des voies respiratoires supérieures, une diarrhée, de la fièvre, des nausées ou des maux de tête;. D’autres effets secondaires peuvent inclure une infection à méningocoque,. Bien qu’il n’y ait pas d erisque évident pendant la grossesse à partir de ce médicament, cette utilisation n’a pas été bien étudiée.

## Histoire
Le médicament a été approuvé pour un usage médical aux États-Unis en 2018 et en Europe en 2019,. Aux États-Unis, il coûte environ 460 000 dollars par an en 2019.